# Cranmore
Cranmore är en ort och civil parish i Storbritannien.   Den ligger i grevskapet Somerset och riksdelen England, i den södra delen av landet, 170 km väster om huvudstaden London. Cranmore ligger 184 meter över havet och antalet invånare är 667.
Terrängen runt Cranmore är huvudsakligen platt, men västerut är den kuperad. Runt Cranmore är det ganska tätbefolkat, med 149 invånare per kvadratkilometer. Trakten runt Cranmore består i huvudsak av gräsmarker.